# تمدن سیکان

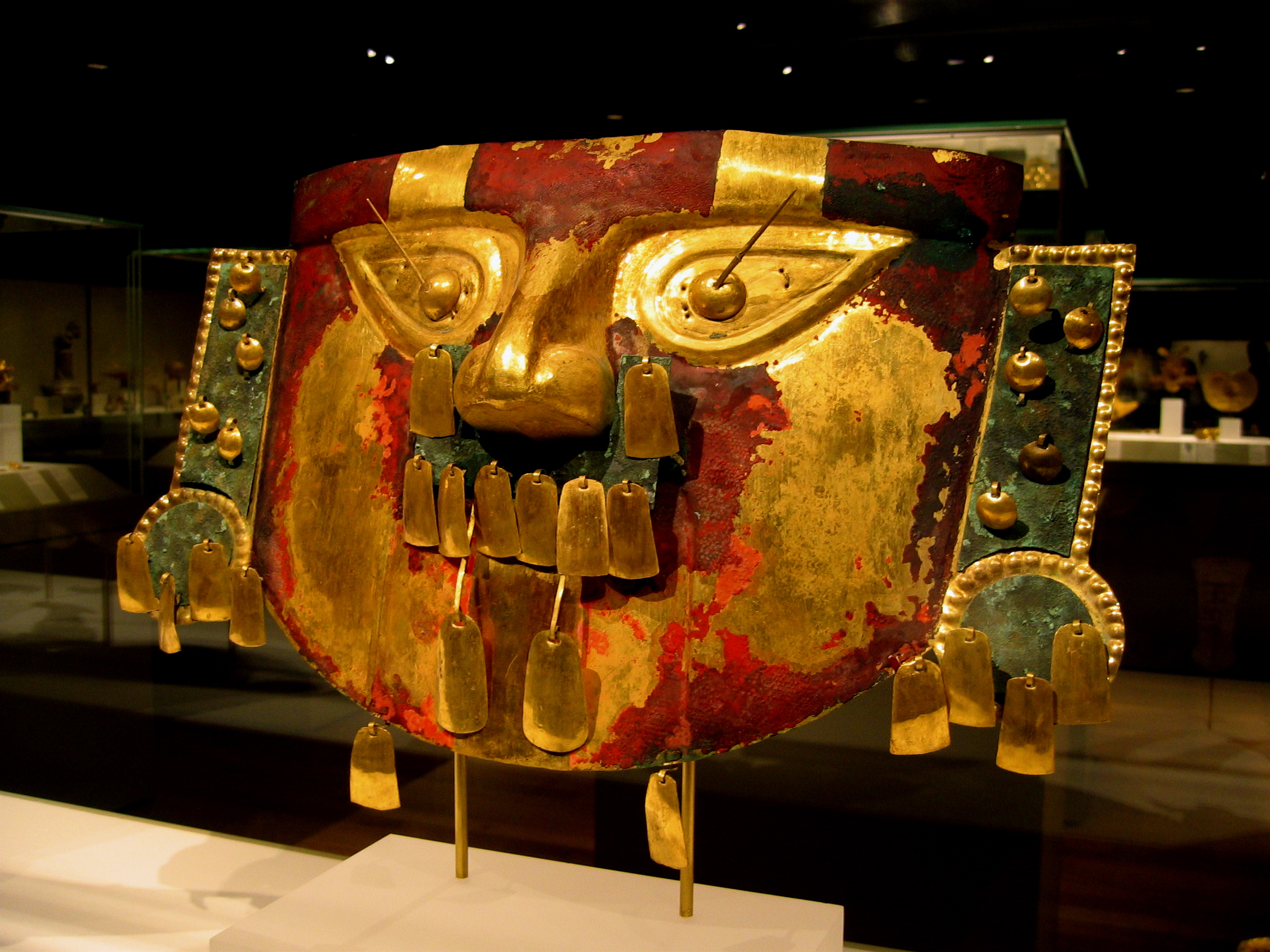
یک نقاب مربوط به دوره میانه تاریخ تمدن سیکان که امروزه در موزه متروپولیتن نیویورک نگهداری می‌شود.

تمدن سیکان از تمدن‌ها و فرهنگ‌های باستانی و قدیمی پیشاکلمبی سرخپوستان آمریکای جنوبی بوده که در خلال سده‌های هفتم تا چهاردهم میلادی در بخش‌هایی از سرزمین امروزی پرو مستقر بودند. این قوم جانشین قوم متمدن دیگری بنام موچه شده‌بودند.

## ریشه نام
یک پژوهشگر آمریکایی ژاپنی‌تبار بنام ایزومی شیمادا که از طرف دانشگاه آریزونای آمریکا مسئول تحقیقات باستان‌شناسی در آمریکای جنوبی بویژه پرو بود این نام را برای این تمدن برگزید. واژه سیکان در زبان بومی آن منطقه بمعنی معبد ماه می‌باشد. همچنین این تمدن را بنام لامبایک هم نام‌گذاری کرده‌اند که نامی جدید در تقسیمات کشوری پرو است.

## تاریخچه
تمدن سیکان را از نظر فرهنگی و تاریخی به سه دوره مجزا تقسیم کرده‌اند. دوره اولیه که از ۷۰۰ تا ۹۰۰ میلادی را در بر میگیرد. دوره میانه که فاصله سال‌های ۹۰۰ تا ۱۱۰۰ مربوط می‌شود و دوره پایانی که به سال‌های ۱۱۰۰ تا ۱۳۷۵ مربوط است.